# Ягленко Василь Михайлович
Василь Михайлович Ягленко (1906, місто Попасна, тепер Луганської області — ?) — український радянський діяч, голова виконавчого комітету Тарнопільської обласної ради депутатів трудящих.

## Життєпис
У 1922—1926 роках — учень школи фабрично-заводського учнівства депо станції Попасна Донецької залізниці.
У 1926—1927 роках — слюсар, у 1927—1929 роках — помічник машиніста депо станції Попасна Донецької залізниці.
У 1929—1934 роках — студент Луганського (Ворошиловградського) сільськогосподарського інституту, здобув спеціальність агронома.
Член ВКП(б) з 1932 року.
З серпня 1938 до грудня 1939 року — заступник голови виконавчого комітету Ворошиловградської обласної ради.
3 жовтня 1939 року увійшов до складу Тимчасового управління по Тарнопільському воєводству Західної України. Обирався до Народних зборів Західної України
27 листопада 1939 року Політбюро ЦК КП(б)У призначило Ягленка головою виконавчого комітету Тарнопільської обласної ради. 
У листопаді 1939 — лютому 1940 року — голова виконавчого комітету Тарнопільської обласної ради депутатів трудящих.
У грудні 1944 — листопаді 1947 року — 1-й секретар Ново-Айдарського районного комітету КП(б)У Ворошиловградської області.
3 листопада 1947 рішенням Політбюро ЦК КП(б)У знятий з посади 1-го Ново-Айдарського районного комітету КП(б)У та виключений із партії. Справу про побиття Ягленком колгоспників передали прокурору Української РСР.
Подальша доля невідома.

## Нагороди
- медаль «За трудову доблесть»
- медалі